# Stazione di Waldibrücke
La stazione di Waldibrücke è una stazione ferroviaria della Seetalbahn a servizio dell'omonima frazione del comune di Emmen situata al confine con Eschenbach.

## Storia
L'attuale impianto fu aperto al servizio pubblico nel 1998, assieme al nuovo tratto Emmenbrücke-Waldibrücke della Seetalbahn che sostituiva il tratto urbano che affiancava la strada principale 26 e che attraversava l'abitato di Emmen. La nuova stazione sostituì la precedente fermata che si trovava di fronte alla locanda sul fronte della quale era apposto il cartello indicatore.

## Strutture e impianti

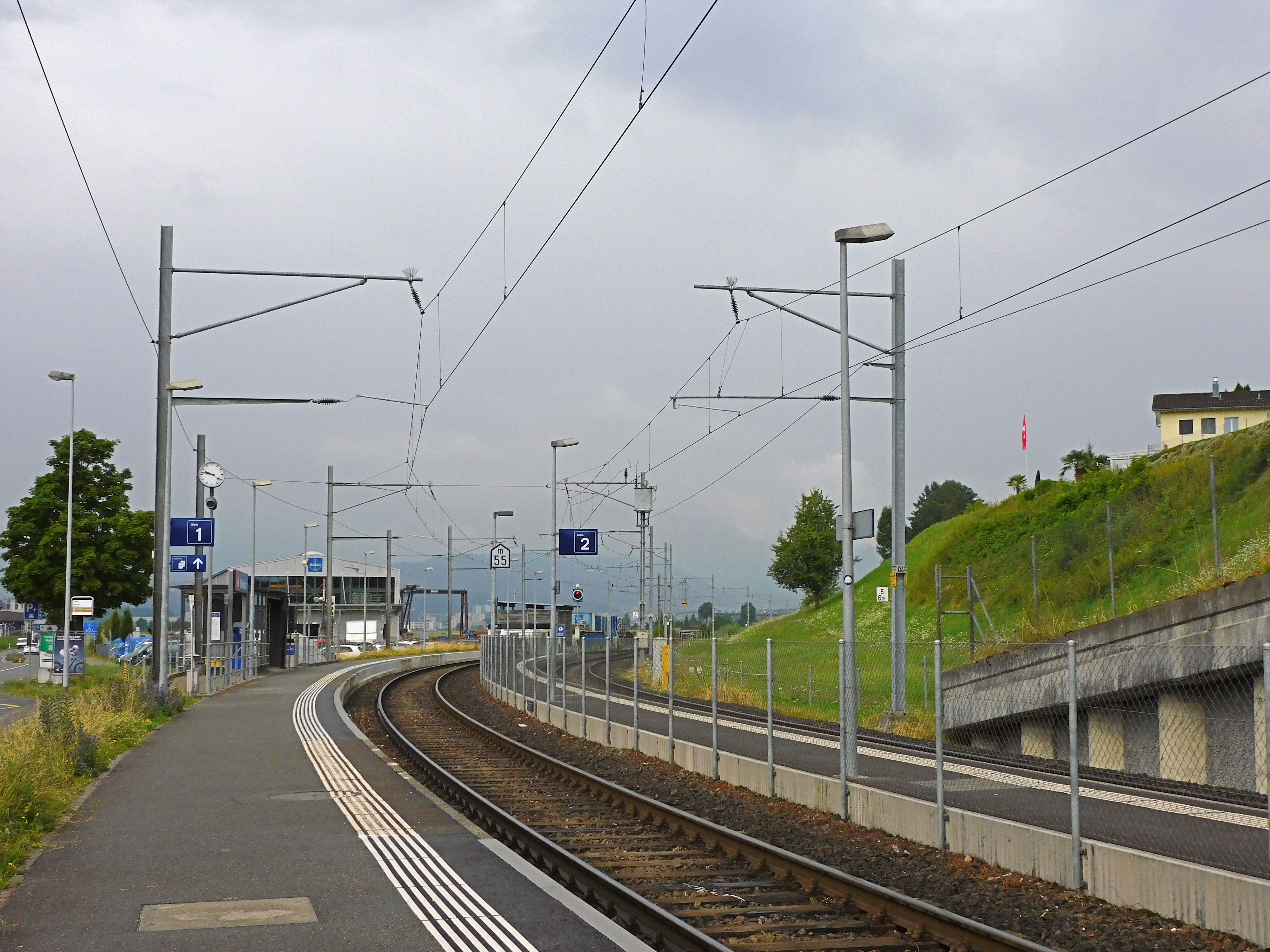
Il piazzale binari

Il piazzale è composta dal binario di corsa della linea ferroviaria e da un altro di raddoppio. L'accesso da parte dell'utenza di entrambi i binari è garantito da due banchine, collegati tra loro da un attraversamento a raso.
Dalla stazione in direzione di Emmenbrücke si dirama un raccordo che affianca parzialmente il vecchio tracciato della linea diretta a Emmen e che raggiunge la fabbrica della RUAG.

## Movimento
La stazione è servita dalle seguenti linee della rete celere di Lucerna:
- S9 (Lucerna-Lenzburg)
- S99 (Lucerna-Sursee)

## Servizi
- Biglietteria automatica
- Sala d'attesa

## Interscambi
- Autobus urbani